# Philantomba walteri
Philantomba walteri je vrsta antilop, ki so jo doslej odkrili v Togu, Beninu in Nigeriji. Ta vrsta malih antilop doseže plečno višino okoli 40 cm, odrasle živali pa tehtajo med 4 in 6 kilogramov. Prvi je vrsto leta 1968 na tržnici v Togu odkril profesor Walter Verheyen, po katerem je leta 2010 opisana vrsta dobila ime.